# William Francis Rhea
William Francis Rhea (* 20. April 1858 bei Bristol, Virginia; † 23. März 1931 in Richmond, Virginia) war ein US-amerikanischer Politiker. Zwischen 1899 und 1903 vertrat er den Bundesstaat Virginia im US-Repräsentantenhaus.

## Werdegang
William Rhea besuchte sowohl öffentliche als auch private Schulen. Im Jahr 1878 absolvierte er das King College in Bristol (Tennessee). Nach einem anschließenden Jurastudium und seiner 1879 erfolgten Zulassung als Rechtsanwalt begann er in seinem Heimatort Bristol in diesem Beruf zu arbeiten. Zwischen 1880 und 1885 war Rhea Richter im dortigen Washington County. Gleichzeitig schlug er als Mitglied der Demokratischen Partei eine politische Laufbahn ein. Zwischen 1885 und 1889 gehörte er dem Senat von Virginia an. Bis 1895 war er städtischer Richter in Bristol. Danach praktizierte er wieder als Rechtsanwalt.
Bei den Kongresswahlen des Jahres 1898 wurde Rhea im neunten Wahlbezirk von Virginia in das US-Repräsentantenhaus in Washington, D.C. gewählt, wo er am 4. März 1899 die Nachfolge von James A. Walker antrat. Nach einer Wiederwahl konnte er bis zum 3. März 1903 zwei Legislaturperioden im Kongress absolvieren. Im Jahr 1902 wurde er nicht wiedergewählt. Nach dem Ende seiner Zeit im US-Repräsentantenhaus war Rhea wieder als Anwalt tätig. Zwischen 1908 und 1925 war er Mitglied der State Corporation Commission von Virginia. Er starb am 23. März 1931 in Richmond.